# Татаренер
Тата́рене́р (рос. Татаренер, марій. Татарэҥер) — присілок у складі Новотор'яльського району Марій Ел, Росія. Входить до складу Чуксолинського сільського поселення.

## Населення
Населення — 68 осіб (2010; 101 у 2002).
Національний склад (станом на 2002 рік):
- марійці — 97 %